# إينوسنت العاشر
إنوسنت العاشر (*6 مايو 1574 روما -- ، 7 يناير 1655 † روما). هو البابا رقم 236 في الكنيسة الكاثوليكية بين 1644 و1655. ولد جيوفاني باتيسته بامفيلي (بالإيطالية: Giovanni Battista Pamphilj) في روما لأسرة ترجع أصولها إلى مدينة غوبيو بإقليم أومبريا نزحت إلى روما إبان بابوية البابا إينوسنت التاسع. درس القانون في الكلية الرومانية والتحق بالوظائف العامة تأسياً بعمه جيرولامو بامفيلي. في 15 سبتمبر 1644 خلف البابا أوربان الثامن في منصب البابوية، ليصبح واحداً من أكثر بابوات تلك الحقبة نفوذاً وحنكة سياسية وليوسع السلطة الزمنية للكرسي الرسولي بشكل كبير. ينحدر إينوسنت العاشر من سلالة البابا السابق إسكندر السادس، الذي تولى الكرسي الرسولي في أواخر القرن الخامس عشر وبدايات القرن السادس عشر.